# Eishockey-Landesliga Bayern 2007/08
Die Eishockey-Landesliga Bayern 2007/08 wurde unter dem Dach des Bayerischen Eissportverbandes (BEV) organisiert und ist nach der DEL, 2. Bundesliga, Oberliga und Bayernliga eine der fünfthöchsten Spielklassen im deutschen Eishockey.

## Saisonverlauf
Die Eishockey-Landesliga 2007/08 war die 60. Ausspielung dieser Liga. Meister und Aufsteiger wurde der ESV Buchloe. Der Vizemeister EV Dingolfing konnten sich ebenfalls für die Bayernliga 2008/09 qualifizieren. Die Absteiger waren der ESV Würzburg, DEC Inzell und  EHC München 1b, der sein Team aus dem Spielbetrieb des BEV zurückzog und somit auch in der Bezirksliga 2008/09 nicht antrat.

### Modus
In der Saison 2007/08 wurde in vier Gruppen jeweils eine Einfachrunde gespielt. Die ersten beiden Mannschaften jeder Gruppe hatten sich zum Ende der Hauptrunde für die Meisterrunde, die ebenso wie die Hauptrundengruppen, aus acht Teams bestand. Hier wiederum stiegen der Erst- und der Zweitplatzierte in die Bayernliga auf. Die Abstiegsrunden wurden nicht verzahnt und bestanden jeweils aus den sechs Mannschaften, die die Aufstiegsrunde nicht erreichten. Das jeweils letzte Team der Abstiegsrunde war der sportliche Absteiger in die Bezirksliga 2008/09.

## Teilnehmer
Nicht mehr dabei waren die Auf- und Absteiger der Vorsaison. Neu hinzukamen die Absteiger aus der Bayernliga und die Aufsteiger aus der Bezirksliga.

### Platzierungen Hauptrunde
| Gruppe Nord | Gruppe Ost | Gruppe Süd | Gruppe West |
| --- | --- | --- | --- |
|  1. EHC Bayreuth (N) - 2. ESC Hassfurt - 3. EV Pegnitz (A) - 4. ERSC Amberg - 5. EV Regensburg 1b - 6. EV Weiden 1b - 7. EHC Mitterteich - 8. ESV Würzburg (N) |  1. SVG Burgkirchen (A) - 2. EV Dingolfing - 3. EV Moosburg - 4. ESC Vilshofen - 5. SE Freising - 6. ESV Gebensbach (N) - 7. EHC Straubing 1b - 8. Münchner EK |  1. ESC Holzkirchen - 2. SC Reichersbeuern - 3. TSV Trostberg - 4. ESC Geretsried (N) - 5. ERSC Ottobrunn - 6. EHC Bad Aibling (N) - 7. EC Bad Tölz 1b - 8. DEC Frillensee-Inzell |  1. ESV Buchloe - 2. EV Lindau - 3. EHC München 1b - 4. EA Schongau - 5. SC Forst - 6. ESV Burgau - 7. EV Bad Wörishofen - 8. ERC Lechbruck |

 Gruppensieger, Aufstiegsrundenteilnehmer fett gedruckt, (A) = Absteiger aus der Bayernliga, (N) = Aufsteiger / Neu in der Liga,

### Endplatzierungen
| Meisterrunde | Abstiegsrunde Nord                                                                                             | Abstiegsrunde Ost                                                                                               | Abstiegsrunde Süd | Abstiegsrunde West                                                                                              |
| --- | --- | --- | --- | --- |
|  1. ESV Buchloe  2. EV Dingolfing - 3. EHC Bayreuth - 4. SVG Burgkirchen - 5. ESC Hassfurt - 6. ESC Holzkirchen - 7. EV Lindau - 8. SC Reichersbeuern | - 1. EV Pegnitz - 2. ERSC Amberg - 3. EV Regensburg 1b - 4. EV Weiden 1b - 5. EHC Mitterteich  6. ESV Würzburg | - 1. EV Moosburg - 2. ESC Vilshofen - 3. ESV Gebensbach - 4. EHC Straubing 1b - 5. SE Freising - 6. Münchner EK | - 1. TSV Trostberg - 2. ESC Geretsried - 3. ERSC Ottobrunn - 4. EC Bad Tölz 1b - 5. EHC Bad Aibling  6. DEC Frillensee-Inzell | - 1. EA Schongau - 2. SC Forst - 3. ESV Burgau - 4. ERC Lechbruck - 5. EV Bad Wörishofen  6. EHC München 1b (R) |

 Bayerischer Meister und Aufsteiger  Bayerischer Vizemeister und Aufsteiger  Absteiger (R) = Rückzug